# Tōmi Shimomura
Tōmi Shimomura (jap. 下村 東美, Shimomura Tōmi; * 18. Dezember 1980 in Sapporo, Hokkaidō) ist ein ehemaliger japanisch-österreichischer Fußballspieler. Zuletzt stand er in der J. League Division 2 bei Giravanz Kitakyūshū unter Vertrag.

## Vereinskarriere

### Jugendjahre
Der Sohn eines ausgewanderten Österreichers und einer Japanerin begann in der Grundschule in seiner Heimatstadt Sapporo mit dem Fußballspielen. Zunächst war er auch im Tennis aktiv, konzentrierte sich aber ab der Oberschule zu Gunsten seiner Karriere komplett auf Fußball. Ausschlaggebend dafür war sein Vater, der in seiner Heimat als Amateurspieler aktiv war. Bereits während seiner Oberschul-Zeit kam er an der Seite des späteren japanischen Nationalspielers und damaligen Ausnahmetalents Kōji Yamase in den Fokus seines Heimatvereins Consadole Sapporo, die beiden ein Vertragsangebot vorlegten. Während Yamase zusagte und ab 2000 in der J-League auflief, entschied sich Shimomura für eine Ausbildung an einer Universität.
1999 kam er daraufhin auf die Ōsaka Taiiku Daigaku („Sporthochschule Ōsaka“; engl. Osaka University of Health and Sport Sciences) wo er seine ersten Erfolge als Fußballer feiern durfte. Als Kapitän seines Universitätsteams wurde ihm die Ehre zu teil in die Kansai-Auswahl gewählt zu werden, die die besten Jugendspieler auszeichnet.

### Cerezo Osaka
Nach Abschluss seines Studiums im Jahr 2003 unterschrieb er daraufhin seinen ersten Profivertrag beim J.-League-Team Cerezo Osaka. In Folge dauerte es bis zur Saison 2004, ehe er unter dem damaligen bosnischen Trainer Fuad Muzurović für Cerezo in der J-League debütieren durfte. Zuvor wurde er lediglich im Emperor’s Cup und Freundschaftsspielen eingesetzt. Nach der Entlassung von Muzurović und der Bestellung von Shinji Kobayashi zum Cheftrainer in der gleichen Spielzeit, avancierte er erstmals zum Stammspieler. Kobayashi erwies sich in Folge als großer Förderer von Shimomura und zog ihn aus der Verteidigung in seine angestammte Position im defensiven Mittelfeld vor. Dies war insofern bemerkenswert, da diese Position zuvor der teure serbische Legionär Miodrag Andjelkovic innehatte, der sich in Folge mit einem Platz auf der Bank begnügen musste. Die Umstellungen griffen und Cerezo schaffte als Tabellenfünfzehnter knapp die Relegation für die J-League.
Zur Spielzeit 2005 folgte ein großer Umbruch in der Mannschaft. Alle europäischen Legionäre, darunter Davorin Kablar, Ivan Radeljic oder auch der kroatische Ex-Teamspieler Krunoslav Lovrek  mussten den Verein verlassen und wurden zum Großteil durch einheimische Talente ersetzt. Lediglich den Abgang von Toptorjäger Yoshito Ōkubo zu RCD Mallorca versuchte man durch die Verpflichtung des Brasilianers Fabinho zu kompensieren. Der Plan ging abermals auf. Das zuvor chronisch abstiegsbedrohte Cerezo spielte rund um Shimomura, der während der Spielzeit erstmals zum Kapitän bestellt wurde, groß auf und übernahm am vorletzten Spieltag der Saison die Tabellenführung. Im letzten Spiel der Saison verteidigte man diese erfolgreich bis in die Nachspielzeit, ehe man durch ein spätes Tor des FC Tokyo den Titel dorch noch aus der Hand gab und auf den fünften Tabellenplatz zurückfiel. Zu allem Überfluss wurde daraufhin auch noch der Lokalrivale Gamba Osaka Meister, was zu einem kollektiven Trauma in der Mannschaft führte.
Dies machte sich in der Folgespielzeit bemerkbar, in der die kaum veränderte Mannschaft nicht mehr an die Leistungen des Vorjahres anknüpfen konnte und am Tabellenende der Liga herumdümpelte. Naturgemäß folgte die Entlassung von Kobayashi, die jedoch nicht den gewünschten Effekt brachte. Cerezo stieg als Vorletzter zum zweiten Mal in der Geschichte des Vereins aus der J-League ab. Shimomura ging als einer der wenigen Gewinner der Saison hervor, da er als einer der wenigen seinen leistungsmäßgien Aufwärtstrend prolongieren konnte und nach dem Abstieg einige Vertragsangebote anderer Vereine vorliegen hatte.

### JEF United
2007 folgte der Wechsel zu JEF United, wo mit Amar Osim, der Sohn des zum japanischen Nationaltrainers bestellten Ivica Osim, als Trainer bestätigt wurde. Bei JEF erhielt Shimomura auf Anhieb einen Stammplatz und bildete zusammen mit Kōki Mizuno eine starke Mittelfeldachse. Der Rest des Teams agierte jedoch stark enttäuschend und erreichte gegen die hohen Erwartungen lediglich den dreizehnten Tabellenrang. In Folge musste Osim gehen und der Kroate Josip Kuže wurde als neuer Trainer bestellt.
Das Jahr 2008 begann daraufhin katastrophal für JEF. Die hatte stark mit einer verfehlten Transferpolitik von Kuže zu tun, dessen Verpflichtungen allesamt enttäuschten. Der für teures Geld geholte Mirko Hrgović, der den zu Celtic Glasgow abgewanderten Mittelfeldstar Mizuno ersetzen sollte, erwies sich als veritabler Flop und wurde nach vier Monaten wieder abgegeben. Ähnlich verlief es bei den Brasilianern Alex und Michael und dem als Abwehrorganisator geholten japanischen Nationalhelden Kazuyuki Toda, der seinen Zenit bereits eindeutig überschritten hatte. Nachdem man sich nach 13 Runden am Tabellenende wiederfand, musste Kuže als Konsequenz seinen Trainerstuhl wieder räumen und wurde durch den damaligen Co-Trainer des FC Liverpool, dem Schotten Alex Miller ersetzt.
Unter Miller schaffte JEF in Folge als Tabellenfünfzehnter knapp den Klassenerhalt, das Ergebnis bedeutete jedoch die schlechteste Platzierung des ambitionierten Vereins seit 1998. Shimomura, inzwischen auch Kapitän von JEF-United, fungierte während der Zeit von Miller als dessen Sprachrohr, da dieser nicht japanisch konnte und der Rest der Mannschaft Probleme hatte seinen schottischen Akzent zu verstehen. So gab Shimomura in einem Interview mit der BBC an, in der Anfangszeit von Miller lediglich 40 bis 50 % seiner Anweisungen und Aussagen verstanden zu haben.
Zur Spielzeit 2009 versuchte Miller einen Umbruch zu vollziehen und verkleinerte den aufgeblähten Kader von 37 auf 24 Spieler. In Folge ging man ohne europäischen Legionär, dafür mit einigen heimischen Talenten in die Spielzeit mit dem Ziel eine funktionierende Mannschaft zu formen. Als dies fehlschlug und JEF die gesamte Saison am Tabellenende herumdümpelte zog der Verein die Reißleine und entließ Miller im Juni 2009. Zu diesem Zeitpunkt befand sich JEF bereits am Tabellenende, was auch Millers Nachfolger Atsuhiko Ejiri nicht mehr ändern konnte. Am Saisonende stieg JEF als Tabellenletzter sang- und klanglos zum ersten Mal in der Vereinsgeschichte aus der J-League ab. Die junge Mannschaft hatte zu keinem Zeitpunkt der Saison ihre Erstligatauglichkeit unter Beweis stellen können, Kapitän Shimomura war mit der Führung der jungen Spieler sichtlich überfordert.

### Montedio Yamagata
Nach seinem zweiten Abstieg in drei Jahren schloss er sich daraufhin dem seit 2009 erstklassigen Montedio Yamagata an, welches von seinem früheren Förderer Shinji Kobayashi betreut wird. Durch eine hartnäckige Knieverletzung, die er sich bereits am Ende der letzten Spielzeit zugezogen hatte, musste er in den ersten beiden Saisonspielen aussetzen. Am 21. März meldete er sich aus der Rekonvaleszenz zurück und debütierte für Yamagata beim 1:1 gegen die Urawa Red Diamonds in der J-League.
Neben seiner Muttersprache Japanisch und Englisch spricht er aufgrund seines österreichischen Vaters auch fließend Deutsch.

## Erfolge
- 1× Emperor’s Cup: Finale 2003
- 1× Kansai-Auswahl: 2002